# NGC 6808
NGC 6808 é uma galáxia espiral (Sa) localizada na direcção da constelação de Pavo. Possui uma declinação de -70° 37' 56" e uma ascensão recta de 19 horas, 43 minutos e 54,4 segundos.
A galáxia NGC 6808 foi descoberta em 27 de Junho de 1835 por John Herschel.